# Chaveta (mecânica)
Em engenharia mecânica, a chaveta é um elemento de máquina usado para conectar um elemento de máquina rotativa a um eixo. A chaveta impede a rotação relativa entre as duas partes e pode permitir a transmissão de torque. Para que uma chaveta funcione, o eixo e o elemento rotativo da máquina devem ter um rasgo de chaveta e uma chaveta.  Uma junta com chaveta pode permitir movimento axial relativo entre as partes.
Componentes comumente chavetados incluem engrenagens, polias, acoplamentos e arruelas.

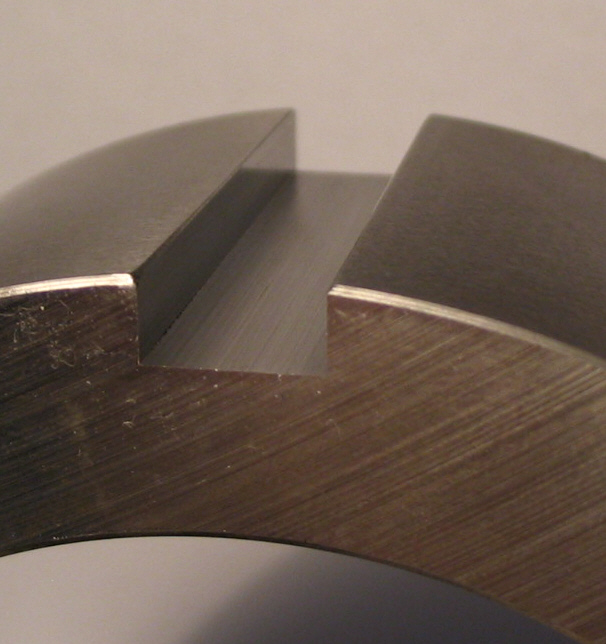
Rasgo de chaveta paralelo
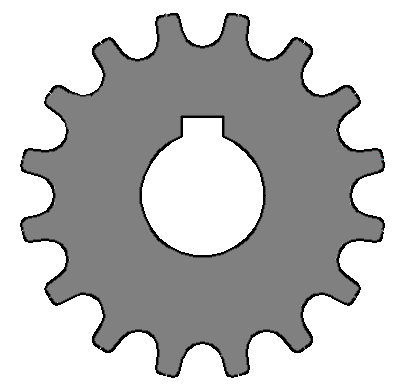
Uma roda dentada com um rasgo de chaveta
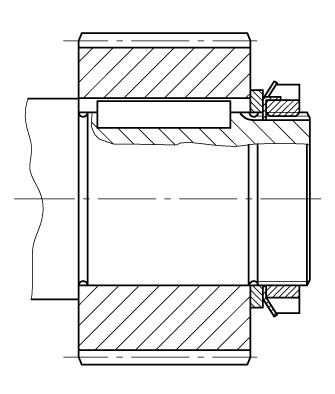
Vista em corte de uma montagem com uma chaveta

W = ⁠d/4⁠
H = ⁠2d/3⁠
Onde
- W comprimento da chaveta
- H altura da chaveta
- d diâmetro do eixo

## Tipos
Em engenharia mecânica, a chaveta é um elemento de máquina usado para conectar um elemento de máquina rotativa a um eixo. A chaveta impede a rotação relativa entre as duas partes e pode permitir a transmissão de torque. Para que uma chaveta funcione, o eixo e o elemento rotativo da máquina devem ter um rasgo de chaveta e uma chaveta.  Uma junta com chaveta pode permitir movimento axial relativo entre as partes.
Componentes comumente chavetados incluem engrenagens, polias, acoplamentos e arruelas.

### Chaveta Paralelas
Chavetas paralelas são as mais usadas. Eles têm uma seção transversal quadrada ou retangular. As chavetas quadradas são usadas para eixos menores e chavetas retangulares são usadas para diâmetros de eixo de mais de 170 mm ou quando a espessura da parede do cubo de acoplamento é um problema. Os parafusos de fixação geralmente acompanham as chavetas paralelas para travar as peças correspondentes no lugar. O rasgo de chaveta é um entalhe longitudinal no eixo e na peça de acoplamento.

### Chaveta de Woodruff
As chavetas de Woodruff são semicirculares, encaixando-se parcialmente em um rasgo de chaveta de segmento circular com o restante encaixado em um rasgo de ranhura longitudinal na parte correspondente. O segmento circular pode ser cortado diretamente por corte de imersão com uma fresa circular da Woodruff sem quaisquer relevos. A principal vantagem da chaveta de Woodruff é a eliminação de moagem perto dos ombros do eixo, onde as concentrações de tensão e concentricidade. seriam afetadas. Este último é particularmente importante para operação em alta velocidade. O ajuste mais exato da chaveta e do rasgo de chaveta também reduz a folga e aumenta a concentração e aumenta a confiabilidade da chaveta. Uma vantagem adicional é que uma chaveta presa pode ser removida de um eixo com um golpe de martelo, o perfil circular empurrará a chaveta para fora, em oposição a uma chaveta padrão que precisará ser empurrada axialmente ou puxada para fora do rasgo de chaveta. Aplicações comuns incluem máquinas-ferramentas, aplicações automotivas, sopradores de neve e hélices marítimas.
Este tipo de chaveta foi desenvolvido por WN Woodruff of Connecticut. Em 1888, ele foi premiado com a Medalha John Scott pelo Instituto Franklin por sua invenção.

### Chavetas de cunha encaixada
A chaveta encaixada é afunilada apenas de um lado e o no outro é reta. O rasgo de chaveta no cubo tem um cone que coincide com o da chaveta. Algumas chavetas possuem uma barra ou aba para facilitar a remoção durante a desmontagem. A finalidade da parte inclinada é prender a própria chaveta, bem como engatar firmemente o eixo no cubo sem a necessidade de um parafuso de ajuste. O problema é que elas podem fazer com que o centro da rotação do eixo fique ligeiramente fora da peça correspondente. É diferente de uma trava de eixo cônica em que as chavetas cônicas têm uma conicidade correspondente no rasgo de chaveta, enquanto as trancas de eixo cônicas não.

### Outros
Uma chaveta escocesa ou chaveta holandesa apresenta um orifício de chaveta circular (em vez de retangular), produzido perfurando axialmente o cubo e o eixo montados, com um pino-guia de metal que serve como chave. Se o orifício e a chave forem afilados, a chaveta é chamada de pino holandês, que é acionado e opcionalmente acabado ao cortar ou esmerilhar com a ponta do eixo. Se um orifício for opcionalmente rosqueado, então um parafuso comum serve como chaveta holandesa rosqueada.
Os pinos de mola são um componente chaveta holandês alternativo, em vez de pinos-guia sólidos. Um pino de mola é de autofixação e não fica solto sob vibração. Os pinos de mola oca fornecem uma resistência ao cisalhamento mais fraca do que um pino de pino sólido, e a resistência pode ser variada variando a espessura da parede. Esta especificação limitada de resistência ao cisalhamento foi projetada para sustentar a operação normal, mas, porém, no caso de torque excessivo do eixo ela falha, protegendo assim o resto da máquina contra danos.
A introdução de uma bucha adicional entre o cubo e o eixo melhora o desempenho e a conveniência das juntas com chaveta. As buchas cônico-trava são conectoras de cubo com chaveta que fornecem três chavetas holandesas roscadas e dois parafusos de ajuste como chavetas holandesas, além do rasgo de chaveta retangular. Os rasgos de chaveta holandeses são roscados apenas no lado do cubo alternativo ou no lado do eixo, com uma forma de orifício de folga de rosca no lado oposto. Simplesmente acionando parafusos de fixação em furos selecionados, o mecanismo do cubo opera convenientemente para travar ou liberar-se com firmeza do eixo, sem martelar nem puxar o cubo. Desconexão rápida (QD) as buchas funcionam de maneira semelhante, mas colocam um padrão circular de três furos não rosqueados e três totalmente roscados mais longe do eixo em um flange de bucha, em vez de atravessar a interface de bucha a cubo.
Uma articulação Hirth é semelhante a uma articulação estriada, mas com os dentes na extremidade do eixo, em vez de na superfície.

### Chaveta meia-cana e plana
Geralmente, esses tipos de chavetas são anexados ao membro de acionamento (por exemplo, eixos), sem rasgo, transmitindo apenas por atrito. Esses tipos de chavetas têm menos força em comparação com as chavetas afundadas. Estas são chavetas raramente usadas, para transmitir menor potência.

### Chavetas Tangentes
As chavetas tangentes são usadas em aplicações pesadas de alto torque. O rasgo de chaveta é semelhante a uma chaveta paralela, exceto que se estende tangencialmente para fora do eixo externo até o eixo interno. Sendo assim o lado de cada chaveta forma saltos contra os quais a chaveta transfere a força por compressão. Ou seja, para o movimento reversível do eixo, é necessária outra chaveta ao longo de uma tangente na direção oposta. Normalmente, isso será compensado em 90 ° ou 180 ° no eixo. A chaveta pode ser em forma de cunha, retangular ou quadrada, mas são utilizadas chavetas duplamente cónicas rectangulares.

### Estrias ou ranhuras
Esse tipo de chaveta usa vários para transmitir alta potência.

## Keyseating
Keyseating é a criação dos rasgos de chaveta nas juntas. O Keyseating pode ser feito em uma variedade de máquinas diferentes, incluindo um mandril, uma maquina própria para rasgo chavetas, um shaper ou uma máquina de entalhar vertical, um moinho vertical ou horizontal, ou com um cinzel e um arquivo.

### Brochagem
A brochagem é usada principalmente para cortar ranhuras internas com cantos quadrados. O broche, bucha e guia específicos são usados para cada seção transversal da ranhura, o que torna este processo mais caro do que a maioria das alternativas. No entanto, ele pode produzir o rasgo mais preciso de todos os processos. Existem três etapas principais na abertura de um rasgo de chaveta: primeiro, a peça de trabalho é colocada no mandril e a bucha é colocada na abertura da peça de trabalho. Em seguida, a ferramenta de corte é inserida e empurrada, cortando a chaveta. Finalmente, os calços são colocados entre a bucha e o mandril para obter a profundidade correta necessária para a chaveta.

### Keyseater
Os Keyseaters , também conhecidos como máquinas de chaveta e cortadores de chaveta , são máquinas especializadas projetadas para cortar chavetas. A diferença é que a ferramenta de corte em um chaveiro entra na peça de trabalho pela parte inferior e corta o movimento para baixo, enquanto a ferramenta em um modelador entra na peça de trabalho a partir do topo e corta para baixo. Outra diferença é que um dispositivo de teclas tem um sistema de orientação acima da peça de trabalho para minimizar a deflexão, o que resulta em um corte de tolerância mais próximo. O processo começa por fixar a peça de trabalho à mesa com um dispositivo de fixação ou torno. A peça de trabalho está localizada corretamente e, em seguida, o braço alternativo é iniciado. Alguns modelos possuem uma mesa fixa, de modo que o cortador é alimentado horizontalmente na peça de trabalho, enquanto outros têm uma mesa móvel que alimenta a peça de trabalho em um cortador fixo. Essas máquinas podem cortar outros recursos de lados retos que não sejam chavetas (veja a figura). Eles também podem produzir ranhuras cegas , que são ranhuras que não se estendem por toda a peça de trabalho.

### Usinagem por eletroerosão (EDM)
Usinagem por eletroerosão (EDM) é usada principalmente para produções pequena, em que é necessária uma precisão extrema ou quando outras tecnologias de corte não estão disponíveis. A eletroerosão corta as chavetas ao eliminar o material da peça de trabalho por meio de uma série de descargas rápidas de corrente elétrica entre um fio de bobina e a peça de trabalho através de um líquido dielétrico. Por serem maquinas CNC permitem a seleção de uma ampla variedade de chavetas a serem cortadas, inclusive de várias chavetas no mesmo eixo. As principais limitações do EDM CNC são o tempo que leva para cortar um rasgo de chaveta, bem como o tamanho das peças que a máquina pode acomodar.

### Moldando ou entalhando
Moldar ou ranhurar é amplamente usado para cortar chavetas que não se estendem por todo o comprimento da peça. Como o keyseating, a modelagem usa uma ferramenta de corte de ponto único para corte, no entanto, os shapers não são guiados através do corte em um poste fixo. Como tal, cortes de shaper são geralmente mais suscetíveis à deflexão do que os cortes de chaveiros.

### Fresamento
As chavetas paralelas, cônicas e Woodruff podem ser produzidas em uma fresadora . Fresas ou cortadores de escatelação são usados para ranhuras de chaveta e cónicos, enquanto um cortador Woodruff é usado para chaveta Woodruff.
Para rasgos de chaveta internos que não são muito longos, os rasgos de chaveta podem ser fresados se um raio for aceitável.

### Escarificação
Uma das primeiras formas de chavetas foi feita por escarificação . O rasgo de chaveta é desbastado usando um cinzel; a ferramenta de corte deve ser reusinada freqüentemente para evitar não perder o corte. Essa técnica é longa, tediosa e raramente usada.

### Articulações chavetadas
Uma chaveta de cisalhamento é um recurso destinado a falhar e evitar maiores danos caso a máquina seja operada acidentalmente além de seus limites de projeto (fusível). As chavetas de podem ser de qualquer um dos tipos descritos acima, mas são feitas de um material mais fraco que o eixo. A chaveta de cisalhamento é substituída de maneira fácil e barata, e evita danos mais sérios ao mecanismo que seria dispendioso ou difícil de consertar. Por exemplo, um eixo e uma polia de aço podem empregar uma chaveta de latão. Quando um torque excessivo é aplicado na junta, as bordas de aço cortam a chaveta de latão em duas partes, deixando a polia girando frouxamente no eixo e aliviando o resto da máquina contra possíveis danos.
Duas chavetas paralelas podem ser usadas se a conexão do eixo exigir uma classificação de torque mais alta. Chavetas usinadas de maneira incorreta que tiveram deflexão ou deslocamento da ferramenta de corte, podem não ser fortes o suficiente para a aplicação requerida.